# زباله‌دان بزرگ اطلس شمالی

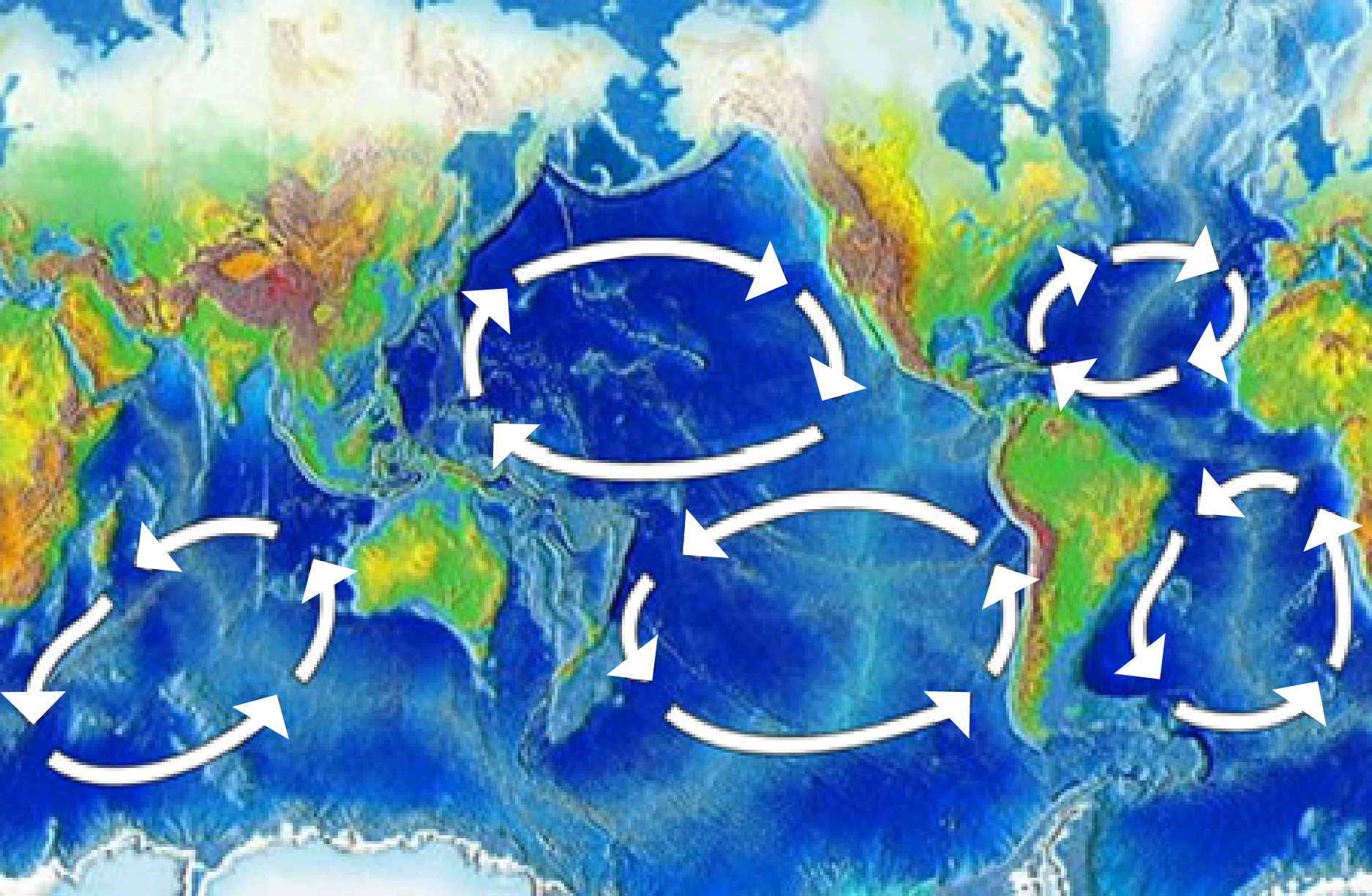
پنج چرخاب اصلی اقیانوسی.

زباله‌دان بزرگ اطلس شمالی یکی از بزرگترین زباله‌دان‌های پلاستیک جهان است و در اقیانوس اطلس ایجاد شده است.
این زباله‌دان جدید مواد پلاستیکی که در منطقه‌ای در شرق برمودا کشف شده، متشکل از اجزائی پلاستیکی است که به سختی از چند میلی‌متر بزرگترند. اما تمرکز آنها و سطحی از اقیانوس که توسط این زباله‌ها پوشیده شده است، موجب آشفتگی و نگرانی زیست‌شناسان شده است.
جنس بیشتر این مواد پلاستیکی پلی‌اتیلن یا پلی‌پروپیلن بوده است که جرم آنها کمتر از آب دریا بوده و در نزدیکی سطح آب شناورند. با این همه امکان غرق شدن دیگر انواع ذرات پلاستیکی حجیم‌تر در اعماق دریاها وجود دارد.
جاندارانی مانند مرغابی‌ها و لاک‌پشت‌های دریایی این ذرات را به اشتباه می‌بلعند و این به سلامت‌شان زیان می‌زند.
این زباله‌دان پلاستیکی در داخل چرخاب اطلس شمالی قرار گرفته و پهنای آن صدها کیلومتر و تراکم آن بیش از ۲۰۰ هزار قطعه آشغال در کیلومتر مربع برآورد می‌شود.